# Myrlie Evers-Williams
Myrlie Evers-Williams (født 17. marts 1933) er en amerikansk borgerrettighedsaktivist og journalist, der arbejdede i over tre årtier for at få retfærdighed for mordet på hendes mand Medgar Evers i 1963. Hun var også formand for NAACP, og har udgivet flere bøger om emner relateret til borgerrettigheder og hendes mands arv. Den 21. januar 2013 leverede hun påkaldelsen ved anden indvielse af Barack Obama.
Historien om mordet er blev indspillet som filmen Ghosts of Mississippi